# Filtre anti-harmonique
Pour les articles homonymes, voir filtre.

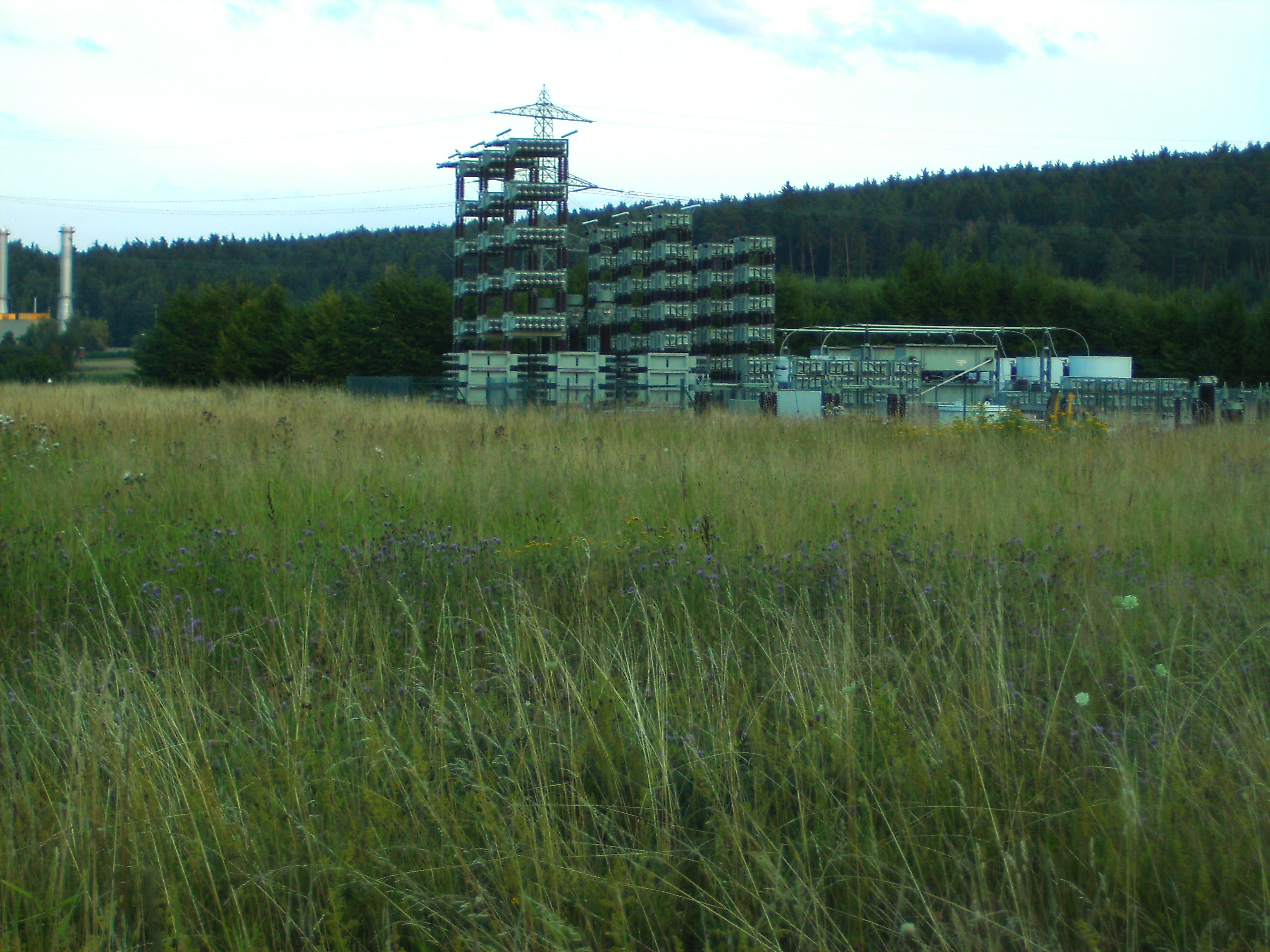
Filtre anti-harmonique au GKK Etzenricht

Un filtre anti-harmonique est un filtre utilisé dans la distribution d'énergie électrique, qui réduit les courants harmoniques ou tensions harmoniques dans les réseaux électriques HTA ou HTB.

## Constitution
Dans leur forme classique, les filtres sont passifs et constitués de réactances (condensateurs) et résistances, connectées et accordées pour former un filtre analogique résonnant. Ces filtres ont généralement aussi une fonction de compensation de puissance réactive du fait de leur puissance capacitive.
On trouve aussi des filtres actifs, mais uniquement dans les réseaux basse tension. Ces filtres réinjectent dans le réseau une image des courants harmoniques indésirables, mais de polarité inverse, afin que la composante mesurée et la composante réinjectée s'annulent.

## Utilisation dans les réseaux industriels
Les filtres anti-harmoniques se retrouvent dans les industries fortement consommatrices d'énergie électrique et comportant des récepteurs polluants (au sens des harmoniques). Ce sont par exemple des industries comportant :
- des fours à arc ;
- des installations d'électrolyse pour la production d'aluminium ou de chlore ;
- de grandes quantités de moteurs entraînés à vitesse variable ;
- les nouvelles lampes à économies d’énergie (à DEL, fluocompactes...).

## Utilisation dans les réseaux de transport de l'énergie
Dans les installations à courant continu haute tension (HVDC) les fréquences caractéristiques générées par les redresseurs nécessitent en général l'utilisation d'importants filtres anti-harmoniques. Les compensateurs statiques d'énergie réactive sont aussi généralement associés à des filtres anti-harmoniques. D'une façon générale, l'utilisation de bancs de condensateurs dans les réseaux de transport HTB est souvent arrangée sous forme de filtre à la fois pour dépolluer le réseau et pour éviter des résonances importunes du réseau.